# Janarata
Janarata is een bestuurslaag in het regentschap Bener Meriah van de provincie Atjeh, Indonesië. Janarata telt 853 inwoners (volkstelling 2010).